# Леонід Рудницький
Рудницький Леонід Іва́нович (8 вересня 1935, Львів, Україна — 8 грудня 2024) — український філолог, германіст, славіст, україніст, професор, співробітник та співредактор численних американських та українських енциклопедій, Президент Світової Ради НТШ, іноземний член НАН України. Син Івана-Теодора Рудницького — правника, сотника УГА, співтворця Листопадового чину (1918) та військового аташе ЗУНР та Юлії з Лужницьких Рудницької.

## Життєпис
Леонід народився 8 вересня 1935 року у Львові. Під час Другої світової війни 1944 родина Рудницьких виїхала до Німеччини.
У 1951 р., маючи 16 років, залишається без батька, а наступного року переїжджає з матір'ю до США.
У 1958 році завершує бакалаврські студії у коледжі «Ла-Саль» у Філадельфії.
1960 здобув ступінь магістра з ґерманістики в Пенсильванському університеті. А 1965 р. року захистив докторат на тему «Франкові переклади з німецької літератури» в Українському Вільному Університеті в М'юнхені.
З 1959-1960 навчального року викладає в університеті Ла-Саль. Працює там довгі роки, спочатку на посаді звичайного професора германістики, згодом славістики та порівняльного літературознавства, далі — звичайного габілітованого професора (захист габілітаційної праці «Роберт Льюїс Стівенсон і Юрій Клен» відбувся 1972 року в Українському Католицькому Університеті в Римі). Паралельно, у 1988-98 роках, Л. Рудницький професорує у Пенсильванському університеті у Філадельфії та Українському Католицькому університеті. Тоді ж його обрано директором філії УКУ у Філадельфії (за рекомендацією Йосифа Сліпого), директором Програми центрально- і східно європейських студій уже в університеті Ля-Саль.
У 1985—1986, 1989—1990 він голова Міжнародного товариства ім. Івана Франка у США.
У 1992—2006 рр. Президент Світової Ради НТШ.
Тривалий час обіймає посаду декана філологічного факультету і члена сенату Українського Вільного Університету в Мюнхені, а від вересня 1998 до 2004 року він був його ректором.
1994 р. — іноземний член НАН України.
Від 2004 і до 2018 — голова релігійного товариства «Свята Софія» у США.

Леонід Рудницький належить до вчених, які виросли у середовищі української еміграції та американському й німецькому оточеннях. 
 «Я американський дослідник. Так уклалося життя… Доля українців у країнах нового поселення спочатку не була легкою. Переслідували прибулу еміграцію непристосованість до нового життя, незнання мов і матеріальна скрута. Були важкі часи. Я бачив це і переживав разом із багатьма близькими мені людьми». 

## Діяльність в НТШ
З Товариством Леонід Рудницький пов'язаний працею більш ніж 40 років. До його відновлення на рідних землях він, як мало хто із закордонних НТШівців, доклався достойними науковими і науково-організаційними справами, постійно підтримуючи у ньому глибинні ідеї національної науки і культури. Окремо слід відзначити велику увагу Леоніда Рудницького до матірного НТШ у Львові. Від перших днів відновлення Товариства в Україні і донині вчений постійно підтримує контакти з Президією товариства, Науково-видавничим відділом, сприяє появі нових видань НТШ. А з 1992 по 2006 Леонід Рудницький є президентом Світової Ради НТШ.

## Творча діяльність
Творчу діяльність Леоніда Рудницького Олег Купчинський розділив на два напрямки: педагогічний і науковий. Дуже близька йому також суспільна і громадсько-культурна праця. Як педагог і викладач Л. Рудницький має серед професорсько-викладацького складу та студентства заслужену шану й популярність. Колеги та учні відзначають уміння професора дуже логічно вибудовувати план лекцій, його виняткове красномовство, педагогічний талант. Його теплі стосунки з студентством та вміння дотепно пожартувати роблять його не лише викладачем, а й товаришем, батьком та людиною з якою приємно мати справу. Не криється з любов'ю до викладацької роботи й сам професор: «Праця зі студентами є чимось найприємнішим у моєму житті, вона завжди залишає у мене задоволення».
Л. Рудницький став широко знаний завдяки не лише власним працям, а й працям своїх учнів-вихованців. Сенати різних університетів високо оцінюють дисертації, писані під орудою Л. Рудницького. За рекомендацією професора здобуло докторат чимало осіб з України.

## Науково-дослідна праця
Учений працює над проблемами: літературознавства (компаративістика, українська література); мови і перекладознавства; історичних наук; церкви та культури; театрознавства; етнологічних (етично-моральних та психологічно-дидактичних) питань громадянського суспільства; біографістики. У полі зору науковця редакторська робота, мас-медіа та постійна суспільно-культурна праця.
До основних наукових зацікавлень Леоніда Рудницького належать історія світового красного письменства й загальне літературознавство. Літературознавство у творчій біографії Л. Рудницького стоїть на першому місці. Його він сприймає як сукупність писаних творів народу, а водночас «різновид мистецтва, власне мистецтва слова, що відображає дійсність у художніх образах…». Згідно з трактуванням Л. Рудницького, наука про літературу своїм змістом розмежовується на наукову та художню, призначену здебільшого для задоволення інтелектуальних та естетичних проблем. Обидві ці літератури перебувають у полі зору вченого. Особливо близькі Л. Рудницькому роздуми над природою української літератури. Він наголошує на незвичності цієї літератури, а деколи й рідкісності як естетичного явища.
Щодо німецькомовної літератури, то увага Л. Рудницького зосереджена насамперед на аналізі творчості письменників кінця XVIII—XIX ст. Варто зазначити, що зацікавлення ними не спеціальне, дослідникові не йдеться про пізнання глибин творчості цих письменників, а здебільшого про її входження у її слов'янські літератури та слов'янську дійсність, передусім українську. У літературознавчих студіях ученого пальма першості належить, з одного боку таким знаним німецьким літераторам XVIII—XIX ст., як Г.-Е. Лессінг, Й.-В. Гетте, Г. Кляйст, Г. Гайне, Г. Келлер, Ф. Маєр, Д. Лілєнкрон та інші, а з другого — українським письменникам, на чолі з І. Франком. Трапляється і так, що з висоти творчости І. Франка Л. Рудницький оцінює інших українських письменників. Л. Рудницький вказує на впливи окремих німецьких авторів на творчість Франка, а через нього на процес розвитку української літератури.
Невіддільні від літературознавчих зацікавлень Л. Рудницького його наукові розвідки, пов'язані з театрознавством та драматургією. Варто зауважити, що власне, з рецензій на постанови п'єс у театрах і розпочалася дослідницька творчість ученого. Першою його публікацією була стаття «Мазепа на американській сцені».
Окрема сторінка наукових зацікавлень Леоніда Рудницького стосується мови і мовознавства. Водночас Л. Рудницький популяризує українську мову через перевидання словників. Заходами НТШ вони 1982 року видають «Словник синонімів української мови» А. Багмета.
У контексті мовних зацікавлень Леоніда Рудницького варто відзначити діяльність вченого як перекладача. Він перекладає не лише з української на англійську, а й навпаки. Крім наукових, перекладає художні твори, чим продовжує реалізацію Франкової метафори про переклади як «мости єднання між народами». Л. Рудницький (разом із Ю. Ткачем) переклав «Собор» Олеся Гончара.
Чимало досліджень Леоніда Рудницького стосується історичної проблематики. Його зацікавлення поширюються на давню та новітню, а передусім сучасну добу. Водночас учений порушує питання розвитку історії як науки взагалі й ролі в ній історика. Історію він причисляє до «найважливіших гуманістичних наук», бо вона у хронологічній послідовності вивчає розвиток людського суспільства.
Історична та історико-культорологічна проблематика, зокрема питання новітньої історії, неминуче постає в опрацюваннях Л. Рудницького щодо Української Католицької Церкви та інших церков. Тут варто відзначити доповідь, яку 1986 р. вчений виголосив перед конгресом США про стан церков і релігій у СРСР.
Окрема і досить вагома сторінка наукової творчості Леоніда Рудницького — дослідження історії Української Церкви і мирянського руху.

## Нагороди
- Нагорода «Lindback Award for distinguished teaching» за викладацьку працю в Університеті Ля Саль у Філадельфії (США — 1966)
- Літературна премія ім. Івана Франка Спілки письменників України за дослідженням у галузі франкознавства (Київ, Україна — 1993)
- Грамота Президента України за особистий внесок у розвиток Української держави (Київ, Україна — 1996)
- Василіянська гуманітарна нагорода чину сестер василіянок (Філадельфія, США — 1997)
- Орден князя Ярослава Мудрого IV ступеня (Київ, Україна — 2003)
- Звання лицаря Мальтійського ордену (США — 2004)
- Медаль Українського Вільного Університету «Pro Universitate» (Мюнхен, Німеччина — 2005)
- Диплом лауреата і медалі Михайла Грушевського (Львів, Україна — 2005)

## Науковий доробок
- «Мазепа на американській сцені» // Київ (Філадельфія). — 1959 р.
- «Дещо про Франкові переклади з німецької літератури» // Наукові записки / Український технічно-господарський інститут. — Мюнхен, 1966 р. — Т. ХІ. — С. 10-21.
- «Твори Гете в перекладі І. Франка» // Наукові записки / Український технічно-господарський інститут. — Мюнхен, 1970 р. — Т. ХХІ. — С. 75-129.
- «The spirit of Great Freedom» — Thoughts on Oles’ Honchar's Novel The Cathedral // Mitteilungen (Munchen), — 1978. — N. 15. — P. 96-101.
- "Образ Патріарха Йосифа І в літературі // «Intrepido Pastori», Рим, 1984.
- «А до того я не знаю Бога» — спроба ре-інтерпретації (Ключ до духовного світу поета) // Сучасність. — 1989. — Ч.5. — С. 33-43.
- «Євген Сверстюк — християнський голос секулярної доби» // Патріархат, Нью-Йорк, 1990.
- Тисячоліття християнства в Україні // Бюлетень Товариства українців католиків св. Софія, США. — 1988. Ч. 10-11.- С. 12-18.
- Українська мова сьогодні і завтра // Наше життя. Нью-Йорк, 1989. Ч. 10. — С. 9-10.
- Словник синонімів української мови. том I: А — П. Андрій Багмет. Редакція: Григор Лужницький і Л. Рудницький. Наукове Товариство ім. Шевченка, Нью-Йорк, 465 ст.
- НТШ у США й науковий світ Заходу: Спроба аналізу // Від НШТ до УВУ. Міжнародна наукова конференція, Пряшів-Свидник, червень 1991, матеріали / Акад. Наук України. — Київ; Львів 1992. — С. 149—156.
- УВУ: 75 років на службу діаспорі // Свобода. — 1996. — С. 181—198.
- Концепція та історія філій УКУ // Ідентичність і місія Українського Католицького Університету.. — Львів, 2003. — С. 171—179.
- Чи склала Україна іспит зрілості? // Літературна Україна. — 2007. — Ч. 32. — С. 1-3.
- «The Voice of Christian Conscience.» Looking East: Quarterly of the Byzantine Center, Fatima, Portugal. Editor: John J. Mowatt.Vol. 7, No. 13. p. 17 — 19.
- "Ukrainian Literature, " ed. Modern Slavic Literatures. Volume II. Frederick Ungar Publishing Co., New York. p. 448-532.
- Encyclopedia of World Literature in the 20th Century: Volume 1: A to D. Leonard S. Klein, General Editor, Leonid Rudnytzky, Consultant for Slavic Literatures. Frederick Ungar Publishing Co., New York. Articles contributed: Leonid Andreev p. 89 — 91, Edward Bahrytskiy p. 177-178, Anton Chekhov p. 445-451, Ivan Dracz p. 485-486.
- «The Image of Austria in the Works of Ivan Franko.» Nation building and the Politics of Nationalism: Essays on Austrian Galicia. Andrei S. Markovits and Frank E. Sysyn, editors. Distributed by the Harvard University Press for the Harvard Ukrainian Research Institute, Cambridge, Massachusetts. p. 239-254.
- Encyclopedia of World Literature in the 20th Century: Volume 4: R to Z. Leonard S. Klein, General Editor, Leonid Rudnytzky, Consultant for Slavic Literatures. Frederick Ungar Publishing Co., New York. Articles contributed: Maksym Rylskiy p. 116-117, Vasyl Stefanyk p. 327-328, Ohlyad of Ukrainian «Literature» p. 492-498, Lesya Ukrainka p. 498-499, Volodymyr Vynnychenko p. 576-577.
- Literary Exile in the Twentieth Century: An Analysis and Biographical Dictionary. Ed. Martin Tucker. Greenwood Press, New York. articles contributed: Ihor Kachurovskiy p. 359-360; Yuri Klen p. 377-378; Evhen Molonyuk p. 445-446; Shornovskiy p. 655.
- Encyclopedia of World Literature in the 20th Century. Steven R. Serafin, General Editor. Volume 5: Supplement and Index. A Frederick Ungar Book, Continuum, New York. articles contributed: Lina Kostenko p. 370-371; Michailo Kotsubunskiy p. 371-372; Mykola Rudenko p. 524-525; Valeriy Shevchuk p. 553-554; Vasyl Stus p. 579-580; Ohlyad Ukrainian Literature p. 612-615.
- Заповіт Блаженнішого Патріярха Йосифа Сліпого. — АРТОС, 2022. — 244 с. ISBN 978-617-642-615-8//упор. Ірина Іванкович, Леонід Рудницький
- Передмова до німецько-української збірки поезій Дмитра Павличка «Drei Strophen». — Мюнхен: Український Вільний Університет, 2018. — с. 7-16//переклад: Ірена Качанюк-Спєх і Йосиф Спєх.
- Академічна традиція українського зарубіжжя: істопія і сучасність. Liber amicorum на пошану президента УВАН у США проф. Альберта КІПИ. — Нью-Йорк-Київ: Видавничий дім «ПРОСТІР», 2021.//за редакцією Ігоря Гирича і Леоніда Рудницького.
- Леонід Рудницький. Трьома мовами для трьох культур. (Літературознавчі і культорологічні праці)/Упорядкув. Ю автор приміток С. І. Хороб. Івано-Франківськ: Місто НВ, 2020. — 444 с.: іл.